# Deadache
Albums de Lordi
The Arockalypse
(2006) Zombilation - The Greatest Cuts
(2009)
Deadache est le 4e album studio du groupe de hard rock Lordi sorti en 2008.

## Enregistrement
Lordi a commencé l'enregistrement de Deadache le 7 mai 2008.Pour le nouvel album, le groupe avait à son actif 60 démos, 14 titres ont été sélectionnés par la bande. Tous les membres du groupe ont contribué à l'écriture des morceaux.
Les enregistrements ont été terminés en juin 2008, la tournée en Europe a démarré juste après.

## Single extrait
1. Bite It Like A Bulldog ( 3 septembre 2008 )
2. Deadache ( 10 décembre 2008 )

## Liste des pistes
| No  | Titre                         | Paroles         | Musique               | Durée |
| --- | ----------------------------- | --------------- | --------------------- | ----- |
| 1.  | SCG IV                        | Mr. Lordi       | Mr. Lordi             | 0:42  |
| 2.  | Girls Go Chopping             | Mr. Lordi, Lipp | Mr. Lordi             | 4:02  |
| 3.  | Bite It Like A Bulldog        | Mr. Lordi       | Mr. Lordi, Ox         | 3:29  |
| 4.  | Monsters Keep Me Company      | Mr. Lordi       | Mr. Lordi, Kita, Amen | 5:28  |
| 5.  | Man Skin Boots                | Mr. Lordi, Lipp | Mr. Lordi             | 3:42  |
| 6.  | Dr. Sin Is In                 | Mr. Lordi       | Kita, Amen            | 3:47  |
| 7.  | The Ghosts of the Heceta Head | Mr. Lordi, Lipp | Mr. Lordi, Amen       | 3:38  |
| 8.  | Evilyn                        | Mr. Lordi       | Mr. Lordi             | 4:00  |
| 9.  | The Rebirth of the Countess   | Awa, Mr. Lordi  | Awa                   | 1:59  |
| 10. | Raise Hell in Heaven          | Mr. Lordi, Lipp | Mr. Lordi             | 3:32  |
| 11. | Deadache                      | Mr. Lordi, Lipp | Mr. Lordi             | 3:28  |
| 12. | Devil Hides Behind Her Smile  | Mr. Lordi, Lipp | Mr. Lordi             | 4:12  |
| 13. | Missing Miss Charlene         | Mr. Lordi, Lipp | Mr. Lordi             | 5:10  |

### Pistes Bonus
Dans quatre des cinq éditions de Deadache se trouve une chanson spécifique à l'édition
1. Hate At First Sight (Bonus du Digipack) - 3:33
2. Dead Bugs Bite (iTunes Store)
3. Where's The Dragon et Beast Loose in Paradise (Version japonaise)
4. The House (Version finlandaise)

## Composition du groupe
- Mr. Lordi – chants
- Ox – basse
- Amen – guitare
- Kita – batterie
- Awa – claviers

### Crédits additionnels
- Respitation du bulldog dans Bite It Like A Bulldog par Frida
- Bruit de marche dans Man Skin Boots par Johanna Askola-Putaansuu
- Sandra Mittica : Traduction et discours sur The Rebirth Of The Countess.

## Charts
| Pays       | Chart              | Position | Réf   |
| ---------- | ------------------ | -------- | ----- |
| États-Unis | Top Heatseekers    | 13       | [ 3 ] |
| France     | SNEP               | 168      | [ 4 ] |
| Suisse     | Swiss Music Charts | 73       | [ 5 ] |
| Autriche   | Ö3 Austria Top 40  | 51       | [ 6 ] |
| Suède      | Sverigetopplistan  | 42       | [ 7 ] |
| Finlande   | Mitä hittiä        | 5        | [ 7 ] |